# Мехоношин Сергій Олександрович
Сергій Олександрович Мехоношин (нар. 23 серпня 1949) — кандидат педагогічних наук, доцент кафедр фізичного виховання та гімнастики і спортивних ігор Тернопільського національного педагогічного університету ім. Володимира Гнатюка, відмінник освіти України, завідувач кафедри фізичного виховання і спорту (1990-1997), кандидат в майстри спорту зі спортивної гімнастики.

## Життєпис
1971 року закінчив Тернопільський педінститут.
1980 року закінчив Академію педагогічних наук СРСР (Москва).
Наукову діяльність розпочав напередодні здачі кандидатських екзаменів (1975-1977) у Харківському державному педагогічному університеті ім. Григорія Сковороди.
У 1977-1980 роках аспірант очної аспірантури науково-дослідного інституту фізіології дітей та підлітків АПН СРСР, лабораторії фізіології м'язової діяльності та фізичного виховання.
У 1979 році проводив дослідження в ОІЯД АН СРСР (Дубна).
Профспілковий волонтер від аспірантів АПН СРСР на XXII Олімпійських іграх (1980).
З 1987 року доцент кафедри гімнастики та спортивних ігор Тернопільського національного педагогічного університету ім. Володимира Гнатюка.
Загальний стаж роботи на факультеті фізичного виховання - 38 років.

## Наукові праці
Об'єктом наукового інтересу є методика викладання спортивно-педагогічних дисциплін на факультеті фізичного виховання, наукове обґрунтування фізичних навантажень школярів і студентів та впровадження сучасних педагогічних технологій.
Автор понад 120 наукових робіт. Основні праці:
- Гімнастика. Індивідуальна та самостійна робота студентів (на прикладі технологій графічного конструювання, ситуаційного моделювання, ступеневого навчання) : монографія / С. О. Мехоношин. — Тернопіль : Навчальна книга — Богдан, 2013. — 216 с. — ISBN 978-966-10-3230-8

- Настільний теніс: методика навчання та тренування : навч. посіб. / Мехоношин С. О., Мерва Л. С. ; Терноп. нац. пед. ун-т ім. Володимира Гнатюка. - Тернопіль : Крок, 2014. - 232 с. : іл. - Бібліогр.: с. 157-159. - 300 экз. - ISBN 978-617-692-225-4